# Ollières
Ollières este o comună în departamentul Var din sud-estul Franței. În 2009 avea o populație de 12.945 de locuitori.

## Evoluția populației
| An        | 1975  | 1982  | 1990   | 1999   | 2006   | 2009   |
| --------- | ----- | ----- | ------ | ------ | ------ | ------ |
| Populație | 8.786 | 9.242 | 10.398 | 12.198 | 13.400 | 12.945 |